# Kumulativ visa
En kumulativ visa är en (vanligen folklig) visa, i vilken varje vers innefattar en upprepning av de tidigare verserna, samt tillfogar ett nytt element. Varje vers blir således längre än de föregående. Denna procedur kräver att sångaren kan dra sig till minnes vad denne tidigare sjungit, varför vistypen i samlingar kan förekomma under rubriken minnesprov eller liknande. Kumulativa visor har också använts som pantlekar, där den som misslyckats med att upprepa visan fått erlägga pant. En mer sparsamt förekommande variant är att varje vers istället för att lägga till "tappar" en rad ur föregående vers.
Folksagor med liknande struktur är också vanliga; hit hör typerna 2000-2100 i Aarne-Thompsons klassifikation.

## Exempel
- "Twelve Days of Christmas" ("Förste juledag Sankte Mårten mig gav",[1] "Så gick jag till min broder den första dag jul") (Roud 46)
- "Vad ska fruen ha till kostemat?" ("Brudens mat")[2]
- "Finn Komfusenfej" (SMB 224)[3]
- "Tolvtalsvisan" ("Husförhörsvisan", "En visa vill jag sjunga om tal i skriften finns", "Kan ni säga vad ettan är", "Elvaleken";[4][5] "Green Grow the Rushes, O", "Children, Go Where I Send Thee") (Roud 133)
- "Jag tjänte hos en bonde"[6]
- "Ungersven tager på flickans fot"[7]
- "Trädet på berget" ("Långt in i skogen låg ett litet berg", "Å uppå det berget växte det en tall"; "The Tree in the Wood", "The Green Grass Grew All Around")[8][9]
- "Alouette"
- "Old MacDonald Had a Farm" (Roud 745)
- "Fader Abraham"